# Saint-Rémy-de-Chaudes-Aigues
Saint-Rémy-de-Chaudes-Aigues är en kommun i departementet Cantal i regionen Auvergne-Rhône-Alpes i mitten av Frankrike. Kommunen ligger  i kantonen Chaudes-Aigues som ligger i arrondissementet Saint-Flour. År 2022 hade Saint-Rémy-de-Chaudes-Aigues 121 invånare.

## Befolkningsutveckling
Antalet invånare i kommunen Saint-Rémy-de-Chaudes-Aigues
Referens:INSEE